# Сокрушительный (эсминец, 1951)
«Сокрушительный» — советский эскадренный миноносец проекта 30-бис.

## История строительства
Зачислен в списки ВМФ СССР 7 октября 1948 года. Заложен на заводе № 190 им. А. А. Жданова 15 сентября 1950 года (строительный № 608), спущен на воду 30 июня 1951 года. Корабль принят флотом 28 ноября 1951; 27 января 1951 года на «Сокрушительном» был поднят советский военно-морской флаг, тогда же эсминец вступил в состав Советского Военно-Морского Флота.

## Служба
С 27 января 1952 года «Сокрушительный» входил в состав 4-го ВМФ, а с 24 декабря 1955 года в связи с расформированием 4-го ВМФ вошёл в состав Краснознамённого Балтийского Флота.
С 1 по 8 августа 1956 года эсминец «Сокрушительный» нанёс визит в Копенгаген (Дания); с 7 по 10 июля 1965 года — в Гдыню (Польша). 
Одним из командиров эсминца был Николай Артамонов, бежавший в 1959 году на корабельном катере в Швецию.
26 ноября 1973 года эсминец вывели из боевого состава, законсервировали и поставили на отстой. 18 июля 1977 года «Сокрушительный» был разоружён и переформирован в бон-отопитель «ОТ-20», а 16 августа 1979 года исключён из списков плавсредств ВМФ в связи с передачей в ОФИ для демонтажа и разделки на металл. 5 марта 1980 года экипаж плавсредства был расформирован.